# Bigo Live
Bigo Live TV é uma plataforma de transmissão ao vivo de propriedade da BIGO Technology, com sede em Cingapura, fundada em 2014 por David Li e Jason Hu. Em 2019, a BIGO Technology se tornou propriedade da Joyy, uma empresa chinesa listada na NASDAQ.
A BIGO Technology desenvolveu uma inteligência artificial proprietária e aprendizado de máquina integrado ao aplicativo. Os recursos de IA servem para o aprimoramento do envolvimento e da experiência do usuário durante a transmissão ao vivo.
Os telespectadores podem apoiar seus transmissores favoritos com presentes, e alguns muito populares usam o aplicativo para trabalho em tempo integral. A Bigo é dona do Likee, um aplicativo de criação e compartilhamento de vídeos curtos.

## História
David Li foi jornalista antes de entrar na indústria de tecnologia e Jason Hu trabalhou em muitas empresas do segmento antes de fundar a BIGO Technology. Em 2014, a Bigo foi fundada em Cingapura. Em março de 2016, foi lançado o Bigo Live. Ele está disponível para iOS e Android.
Em abril de 2016, o Bigo Live foi o aplicativo com mais downloads na Tailândia. 
Em dezembro de 2018, o Bigo Live chegou a 26,7 milhões de usuários ativos por mês. 
Em março de 2019, a JOYY Inc., empresa listada na NASDAQ, concluiu a aquisição da BIGO Technology.
Em novembro de 2019, os usuários ativos mensais de seus aplicativos chegaram a mais de 350 milhões em todo o mundo.
Em março de 2020, ficou em 6º lugar nos Estados Unidos e em 5º no mundo entre os aplicativos de streaming mais baixados, com base na receita total de compras no aplicativo.
Em maio de 2020, o Bigo Live firmou parceria com a Bark, uma solução de segurança online, para a segurança das crianças online.
Em dezembro de 2020, o Bigo Live fez parceria com o The Trevor Project, a maior organização mundial de combate ao suicídio e intervenção em crises para jovens LGBTQ.
No início de 2021, o Bigo Live possuía 400 milhões de usuários em mais de 150 países.

## Recursos
- Streaming[17]

As pessoas podem fazer transmissões ao vivo de seus momentos de vida, revelar seus talentos e receber presentes virtuais de seguidores.
Os usuários podem assistir às transmissões ao vivo do momento e filtrar os transmissores de um determinado país na página de exploração. Os que cumprem certos critérios podem criar as próprias famílias. 
Os usuários podem transmitir e assistir às transmissões ao vivo de jogos populares, como PUBG, League of Legends, RoV, Free Fire, Fortnite, Call of Duty, Dota 2, Hearthstone, Rules of Survival, entre outros.
Tornou-se o patrocinador do Box Fighting Championship em 2020.
- Vídeo chat ao vivo e videochamada

Os usuários podem convidar amigos para uma chamada de vídeo online 1: 1 ou criar uma chamada de vídeo em grupo ou chamadas de vídeo com até 9 pessoas através da sala de vários convidados.
Com a função de correspondência, os usuários podem iniciar uma conversa aleatória com pessoas próximas ou conhecer novos amigos.
Filtros de vídeo e adesivos estão disponíveis para emissoras.
- Live PK

Os transmissores podem encarar desafios PK com outras pessoas, quem conseguir mais pontos de atração será o vencedor do jogo.
- Bar

Os usuários podem compartilhar fotos e vídeos curtos, adicionar hashtags às suas publicações no bar, onde eles costumam postar clipes e capturas de tela de suas transmissões ao vivo.

## Controvérsias
Em junho de 2020, o governo da Índia baniu o Bigo junto com 58 outros aplicativos chineses, alegando questões de dados e privacidade e declarou que era uma ameaça à soberania e segurança nacional do país. Os conflitos de  fronteira em 2020 entre a Índia e a China também podem ter influenciado a proibição.
Em julho de 2020, o Paquistão baniu o Bigo e deu uma advertência ao TikTok e ao YouTube sobre conteúdos imorais, obscenos e vulgares. A Autoridade de Telecomunicações do Paquistão disse que o conteúdo das dois aplicativos poderia causar "efeitos extremamente negativos na sociedade em geral e na juventude em particular", sem dar mais detalhes. A Autoridade de Telecomunicações do Paquistão anunciou o levantamento da proibição em 30 de julho de 2020.
Em 13 de junho de 2021, o Departamento de Investigação Criminal (CID) da Polícia de Bangladesh prendeu cinco pessoas, incluindo o Gerente de Operações de Bangladesh, um chinês, acusado de lavagem de dinheiro e chantagem. Eles foram acusados segundo a Lei de Prevenção à Lavagem de Dinheiro, Lei de Segurança Digital e Lei de Prevenção da Pornografia.